# Hexenhammer

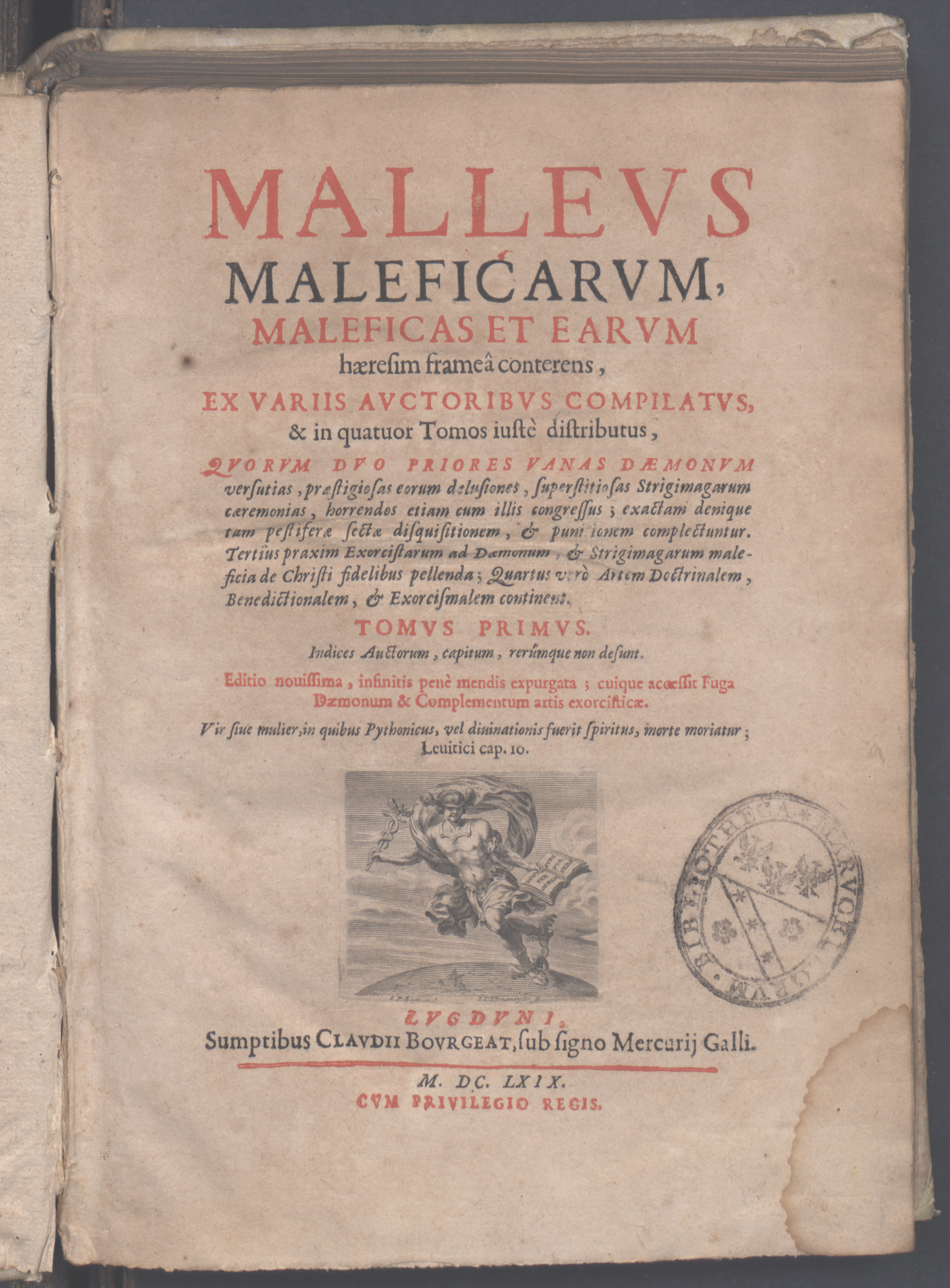
Titelseite des „Malleus maleficarum“, Lyon 1669

Malleus maleficarum (lateinisch), deutsch (Der) Hexenhammer, ist ein Werk des deutschen Dominikaners, Theologen und Inquisitors Heinrich Kramer (latinisiert Henricus Institoris), das die Hexenverfolgung legitimierte und wesentlich förderte. Das 1486 erstmals in Speyer gedruckte Buch erschien bis zum Ende des 17. Jahrhunderts in rund 30.000 Exemplaren und 29 Auflagen. Auf den Titelblättern der meisten älteren Ausgaben wird auch Jakob Sprenger als Mitautor genannt, der einer umstrittenen Forschungshypothese zufolge jedoch nicht an der Entstehung beteiligt war. Die Basis für den in der zweiten Hälfte des 16. Jahrhunderts bedeutend gewordenen Malleus maleficarum stellte die von Papst Innozenz VIII. ausgegebene Bulle Summis desiderantes affectibus dar. Trotzdem konnte das Werk weder kirchliche noch weltliche Anerkennung finden.

## Entstehungsgeschichte
Kramer, der bereits 1484 in Ravensburg als Hexenverfolger aufgetreten war, verfasste den Hexenhammer, nachdem er im Jahr darauf mit einer Hexeninquisition in Innsbruck in der Diözese Brixen gescheitert war. Das Traktat sollte seine theologisch umstrittene Position stärken und die Hexenverfolgung rechtfertigen. Er stand dabei unter Zeitdruck, was durch zahlreiche Fehler bei den Nummerierungen der Kapitel, bei Fragestellungen und Querverweisen deutlich wird.
Kramer sammelt mit seinem Gehilfen, dem Theologen Johannes Gremper, in seinem Buch weit verbreitete Ansichten über die Hexen und Zauberer. Im Hexenhammer werden die bestehenden Vorurteile übersichtlich präsentiert und mit scholastischer Argumentation begründet. Klare Regeln fordern eine systematische Verfolgung und Vernichtung der vermeintlichen Hexen.

## Rechtfertigung und Gegnerschaft
Um seine Aussagen zu rechtfertigen, stellte Kramer seinem Werk die von ihm selbst verfasste und von Papst Innozenz VIII. 1484 unterzeichnete apostolische Bulle Summis desiderantes affectibus, genannt auch „Hexenbulle“, voran. Zur Bestätigung des kirchlichen Dokuments fügte er 1487 eine päpstliche Approbation des Notariats der Universität zu Köln hinzu, deren Echtheit jedoch in Frage gestellt wird, weil diese Approbation nur außerhalb des Kölner Bistums verbreitet wurde. Neben Zitaten bedeutender Persönlichkeiten wie z. B. Thomas von Aquin mit seiner Superstitionentheorie (= Theorie vom Aberglauben) sowie Augustinus und Johannes Nider, Autor der Schrift Formicarius, verwies er auch oft auf die Bibel. Mit mehreren Dutzend Beispielen illustrierte er seine Thesen, um zu verdeutlichen, wie verbreitet und gefährlich das Wirken der (vermeintlichen) Hexen sei. Er verfasste sein Werk in lateinischer Sprache. Die große Verbreitung des Hexenhammers wurde auch durch die Erfindung des Buchdrucks ermöglicht.
Laien und Kleriker, die die Hexenjagd ablehnten, wurden im Hexenhammer zu Häretikern erklärt und mithin der Verfolgung preisgegeben: “Hairesis maxima est opera maleficarum non credere” (deutsch: „Es ist eine sehr große Häresie, nicht an das Wirken von Hexen zu glauben“). Bei einigen Autoren regte sich deutlicher Widerstand gegen diese Schrift. Die Spanische Inquisition beispielsweise erklärte den Hexenhammer nach eingehender Prüfung als „ungeeignet“. Die Suprema, der oberste Rat der spanischen Inquisition, urteilte: „Denn der Autor nimmt für sich in Anspruch, genau die Wahrheit ermittelt zu haben, in Dingen, die so beschaffen sind, daß er so leicht wie alle anderen getäuscht werden kann.“ Petrus Dusina, Beisitzer am römischen Inquisitionsgericht, schrieb um 1580, die Grundsätze des Hexenhammers seien „vom Inquisitionstribunal nicht angenommen worden“. 1631 veröffentlichte einer der bekanntesten Gegner der Hexenprozesse, der Jesuit Friedrich Spee, anonym die Cautio Criminalis, in der er vor allem die juristischen Methoden, die bei diesen Prozessen angewandt wurden, allen voran die Folter, kritisierte. In der Quaestio Nona seiner Streitschrift wider Benedict Carpzov 1659 nimmt sich der Jurist und Diplomat Justus Oldekop besonders der Sitzung des Teufels und der „corporalem exportationem Veneficorum et sagarum (Giftmischer und Hexen) in montem Bructerorum, uffm Blocksberge“ und anderswo an, und stellt diese Dinge – wie schon in früheren Schriften – als leere Phantasie und plumpen Aberglauben dar, was ihn von einer „Nullität“ zur anderen führen müsse.
Der Jurist und Aufklärer Thomasius verwies in seiner Dissertatio de crimine magiae 1701 auf fehlende Beweise für die Existenz von Hexen und ihren Teufelspakt.

## Forschungskontroverse um die Mitautorschaft Sprengers
Eine umstrittene Forschungshypothese lautet, Kramer habe seinen Mitbruder Jakob Sprenger als Mitautor benannt, um dem Werk mehr Autorität zu verleihen. In Wirklichkeit sei Sprenger jedoch nicht beteiligt gewesen. Er sei schon in damaliger Zeit als Gegner der Hexenverfolgung bekannt gewesen und habe vergeblich versucht, der Behauptung seiner Mitwirkung am Hexenhammer entgegenzutreten. So habe er über seinen Ordensgeneral auch dafür gesorgt, dass der mittlerweile nach Salzburg geflohene Kramer seine dortige Predigerstelle aufgeben musste. Ein Indiz für den Namensmissbrauch sei, dass Kramer den Hexenhammer im Wirkungsbereich Sprengers nur unter seinem eigenen Namen herausgeben ließ, im Rest Deutschlands jedoch unter Verwendung auch des Namens Sprengers. Damit habe er bewirken wollen, dass Sprenger möglichst spät Kenntnis des Missbrauches erlangte. Der Nürnberger Drucker-Verleger Anton Koberger spricht in seinen Drucken nur von einem Autor im Singular. In der Nürnberger Ausgabe des Druckers Friedrich Peypus (1485–1534) von 1519 werden Henricus Institoris und Jakobus Sprenger gleichberechtigt als Autoren genannt, zu einem Zeitpunkt, da beide längst tot waren. Die Hypothese, der zufolge Sprenger unbeteiligt war, ist in der neueren Forschung weiterhin stark umstritten. Der neue Herausgeber Christopher Mackay hat eine Reihe von Argumenten für die Beteiligung Sprengers vorgebracht. Kramer sei zwar die treibende Kraft gewesen, doch Sprenger habe wohl das theoretische Material im ersten Teil des Werks beigesteuert.

## Inhalt
Der Hexenhammer ist als scholastische Abhandlung verfasst und in drei Teile gegliedert. Im ersten Teil wird definiert, was unter einer Hexe zu verstehen sei. Gelegentlich ist zwar von männlichen Zauberern die Rede, doch wird hauptsächlich auf das weibliche Geschlecht Bezug genommen. Frauen seien für die schwarze Magie anfälliger als Männer. Sie seien schon bei der Schöpfung benachteiligt gewesen, weil Gott Eva aus Adams Rippe schuf. Frauen werden als „Feind der Freundschaft, unausweichliche Strafe, notwendiges Übel, natürliche Versuchung, begehrenswerte Katastrophe, häusliche Gefahr, erfreulicher Schaden, Übel der Natur“ bezeichnet. Außerdem werden ihnen Defizite im Glauben vorgeworfen. Dies begründet der Hexenhammer mit einer eigenwilligen Etymologie des lateinischen Wortes femina, das aus lateinisch fides „Glauben“ und minus „weniger“ abgeleitet wird. Den Frauen wird sexuelle Unersättlichkeit unterstellt. Deshalb hätten sie auch intimen Kontakt mit speziellen Dämonen (Incubi). Der Teufelspakt bilde zusammen mit der schlechten Veranlagung der Frauen und der göttlichen Zulassung die Grundlage für das gefürchtete Phänomen der Hexe. Die Männer fielen dem Zauber der Frauen zum Opfer.
Schon im Anfangsteil beschreibt der Hexenhammer den Hexenprozess gegen die Hexe von Waldshut, den der Inquisitor Johannes Gremper 1479 in Waldshut führte, einen der ersten Hexenprozesse in Deutschland.
Im zweiten Teil des Werkes dominieren die magischen Praktiken, die sich auf den Geschlechtsverkehr und die männliche Impotenz (durch Wegzaubern des Glieds) beziehen. Die Diskrepanz der Geschlechter zeige sich auch bei der Rollenverteilung im Verhältnis von Magie und Wissenschaft. Die Männer befänden sich in Positionen, die sie aufgrund ihres Wissens einnähmen, während sich die Frauen der Magie bedienten und Schaden anrichteten. Kramer beschreibt im zweiten Teil auch, wie man sich vor Schadenzauber (maleficium) schützen und diesen aufheben könne.
Im dritten Teil präsentiert er die von Spee kritisierten detaillierten Regeln für die Hexenprozesse und beschreibt verschiedene Fälle. Hierbei wird genau beschrieben, wie eine Angeklagte zu verhören und unter welchen Voraussetzungen und Regeln die Folter einzusetzen sei. Welche Folterpraktiken anzuwenden seien, wird lediglich ansatzweise angedeutet. Eine Auflistung und detaillierte Beschreibung der Folter erfolgt, anders als oft fälschlich angenommen, nicht.
Insgesamt betont Kramer die weltliche Seite des Delikts stärker als die geistliche. Hinter dieser auf den ersten Blick erstaunlichen Tatsache steht vermutlich die Absicht, die zivile Justiz stärker in die Verfahren einzubeziehen, da die Überlebenschancen für die Angeklagten vor kirchlichen Gerichten weitaus höher waren als vor weltlichen.

## Publikationsgeschichte
Die ältere Forschung schreibt die Erstausgabe des Malleus maleficarum im Jahr 1487/1488 dem Straßburger Drucker Johann Prüss zu, nach Ludwig Hains Repertorium. Heute gilt der Drucker Peter Drach in Speyer als Erstdrucker des Werks, auf Grund des Vergleichs der Drucktypen sowie der Angaben in seinem Rechnungsbuch.
Bis Ende des Jahres 1500 erschienen sechs lateinische Drucke des Hexenhammers, alle in Einzelausgaben, nach Speyer auch in Nürnberg und Köln, sodann bis zum Jahr 1523 weitere sieben oder acht Ausgaben in Metz, Köln, Paris, Lyon und Nürnberg. Nach der ersten großen Welle von Hexenprozessen im Gefolge der Reformation folgte eine Publikationspause, die mit einem Mentalitätswandel erklärt wird.
Erst fünfzig Jahre später, von 1574 an, erschienen weitere fünfzehn Ausgaben in Latein, zuerst Einzeldrucke in Venedig, seit 1580 und bis 1669 meist Sammeldrucke zusammen mit anderen Hexereitraktaten, vor allem in den Druckerstädten Frankfurt am Main und Lyon.
Vollständige Übersetzungen wurden erst im 20. Jahrhundert angefertigt:
- Deutsch (jedoch mangelhafte Übersetzung) von J. W. R. Schmidt: Der Hexenhammer. Verlag H. Barsdorf, 1. Auflage, Berlin 1906 u. ö.
- Englisch von Montague Summers: Malleus maleficarum, the Hammer of Witchcraft. Edition Pushkin, London 1928 u. ö.
- Französisch von Amand Danet: Le marteau des sorcières. Plon, Paris 1973 u. ö.
- Italienisch von Armando Verdiglione: Il martello delle streghe. Edizione Marsilio, Venezia 1977 u. ö.

Hingegen ist das Werk zum Beispiel nie in den Niederlanden publiziert worden.

## Einfluss
Kramer legitimierte die bereits bestehenden Hexenverfolgungen, sein Werk fand jedoch offiziell weder kirchliche noch weltliche Anerkennung, auch wenn er seinem Buch die päpstliche Bulle Summis desiderantes affectibus voranstellte, welche eine Zunahme der Hexenprozesse bewirkte. Der Canon episcopi, ein auf unbekannte Vorlage zurückgehendes kirchenrechtliches Dokument, das zur Zeit der Abfassung des Hexenhammers bereits über 500 Jahre alt war und Eingang in die bedeutendsten Sammlungen des Kirchenrechts gefunden hatte, verurteilte den Glauben an Hexenflüge in Gefolgschaft heidnischer Göttinnen als Einbildung teuflischen Ursprungs und Häresie. Kramer reagierte mit seinem Buch auf den bereits entgegen dieser Lehre bestehenden Hexenwahn. Er sah sich gezwungen, den Canon episcopi so zu interpretieren, dass jeder, der nicht an Hexen glaubte, zum Häretiker wurde. Der hier geprägte Begriff des Hexensabbats hat antijudaistische Wurzeln (siehe auch: Sabbat). Der Hexenhammer fand in der Folge auch in Amerika Verbreitung, wobei die Hexenprozesse in Salem die bekanntesten sind.

## Ausgaben, Übersetzungen, Kommentare
- Christopher S. Mackay (Hrsg.): Henricus Institoris, O. P. and Jacobus Sprenger, O. P.: Malleus maleficarum. 2 Bände. Cambridge University Press, Cambridge 2006, ISBN 0-521-85977-8 (Einleitung, kritische Edition des lateinischen Textes und englische Übersetzung)
- André Schnyder (Hrsg.): Malleus maleficarum von Heinrich Institoris (alias Kramer) unter Mithilfe Jakob Sprengers aufgrund der dämonologischen Tradition zusammengestellt. Wiedergabe des Erstdrucks von 1487 (Hain 9238). Kümmerle, Göppingen 1991, ISBN 3-87452-802-2.
- André Schnyder (Hrsg.): Malleus maleficarum von Heinrich Institoris (alias Kramer) unter Mithilfe Jakob Sprengers aufgrund der dämonologischen Tradition zusammengestellt. Kommentar zur Wiedergabe des Erstdrucks von 1487 (Hain 9238). Kümmerle, Göppingen 1993, ISBN 3-87452-844-8.
- Günter Jerouschek (Hrsg.): Nürnberger Hexenhammer 1491. Faksimile der Handschrift von 1491 aus dem Stadtarchiv Nürnberg, Nr. D 251 von Heinrich Kramer (Institoris). Olms, Hildesheim 1992, ISBN 3-487-09380-4. (Dieser nie in Druckform erschienene Text ist mit dem Hexenhammer nicht identisch; es handelt sich um ein Gutachten des Heinrich Institoris zu Händen des Nürnberger Rates.)
- Heinrich Kramer (Institoris): Der Hexenhammer. Malleus maleficarum. 3., revidierte Auflage. Dtv, München 2003, ISBN 3-423-30780-3 (kommentierte Neuübersetzung von Günter Jerouschek und Wolfgang Behringer).
- Jakob Sprenger, Heinrich Institoris: Malleus maleficarum. In: Malleorum quorundam maleficarum […]. 2 Bände. Frankfurt am Main 1532.
- Jakob Sprenger, Heinrich Institoris: Der Hexenhammer. Zum ersten Mal ins Deutsche übertragen und eingeleitet von Johann Wilhelm Richard Schmidt. Barsdorf, Berlin 1906 (Neudruck Darmstadt 1980 u. ö.; Area Verlag, Erftstadt 2004, ISBN 3-89996-069-6; maxro verlag, 2014, ISBN 978-3-944892-12-2. Unbrauchbar, da voller Übersetzungsfehler; nur noch von historischem Interesse).

## Trivia
Yuval Noah Harari geht in seinem Buch Nexus (S. 151–160) auf die Hexenverfolgung ein. Er behandelt die frühneuzeitlichen Hexenverfolgungen als Teil seiner historischen Analyse von Informationsnetzwerken. Harari beschreibt den Hexenhammer als ein Beispiel für die negativen Auswirkungen des Buchdrucks und die Verbreitung von Falschinformationen. Der Hexenhammer dient ihm als Beispiel dafür, dass technologische Fortschritte wie der Buchdruck nicht nur positive Folgen hatten.
Die Band Feuerschwanz thematisierte den Hexenhammer in ihrem Lied "Malleus maleficarum".